# ایسیمود

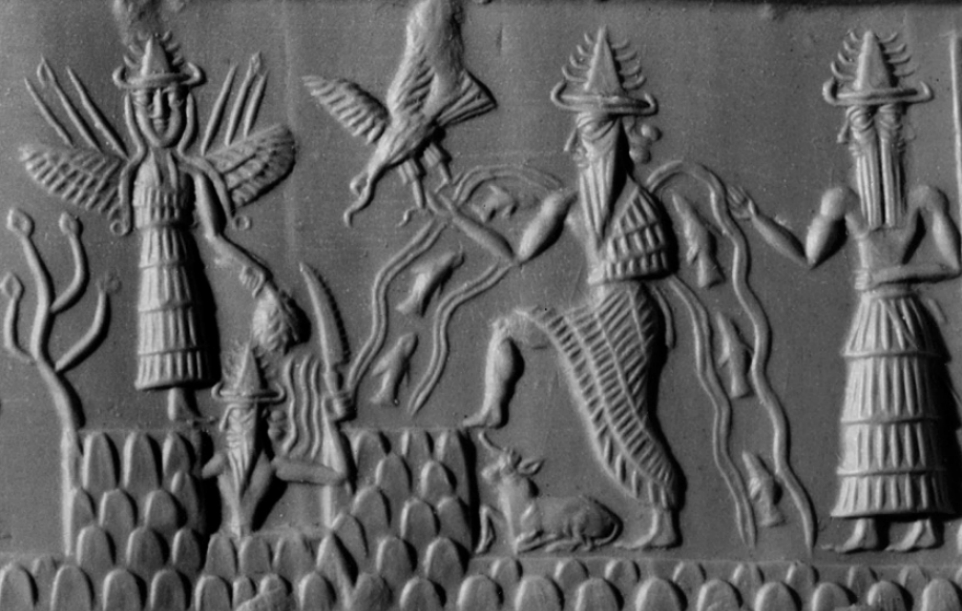
مهر استوانه‌ای اکدی برای حدود ۲۳۰۰ سال پیش از میلاد که خدایان اینانا، اوتو، انکی و ایسیمود را نشان می‌دهد، که با دو چهره نشان داده شده‌است

ایسیمود (همچنین ایسینو؛ اوسمو؛  اوسومو(اکدی)) یک ایزد خرد در افسانه‌های سومری، و سوکال خدای انکی است. 
در آثار هنری سومری باستان، ایسیمود از این روی که همیشه با دو چهره رو به هم در جهت‌های مخالف مشابه نگاره‌های خدای روم باستان ژانوس، تصویر می‌شده به راحتی قابل تشخیص است. 

## افسانه‌شناسی
ایسیمود در افسانه اینانا و انکی حضور دارد، که در آن او کسی است که ورود اینانا به معبد ای-آبزو (E-Abzu) در اریدو را تبریک می‌گوید. او همچنین کسی است که به انکی اطلاع می‌دهد که مه‌ها‌به سرقت رفته‌اند. در افسانه، ایسیمود همچنین پیام‌رسانی هم می‌کند و به اینانا می‌گوید که پیام‌ها را به انکی برگرداند وگرنه با عواقب آن روبرو می‌شود.  ایسیمود نقشی مشابه با نینشوبور، سوکال اینانا ایفا می‌کند. ایسیمود همچنین در اسطوره انکی و ارورو پدیدار می‌شود، که در آن پیام رسان و فرستاده انکی است. 

### کتابشناسی
- Ali Jairazbhoy, Rafique (1965), Oriental influences in Western art, p. 227
- Black, Jeremy; Green, Anthony (1992), Gods, Demons and Symbols of Ancient Mesopotamia: An Illustrated Dictionary, The British Museum Press, ISBN 0-7141-1705-6
- Golan, Ariel (2003), Prehistoric Religion: Mythology, Symbolism, p. 333, ISBN 9789659055500
- Jordan, Michael (2002), Encyclopedia of Gods, Kyle Cathie Limited